# Полдарса (селище)
По́лдарса (рос. Полдарса) — селище у складі Великоустюзького району Вологодської області, Росія. Адміністративний центр Опоцького сільського поселення.

## Населення
Населення — 1163 особи (2010; 1447 у 2002).
Національний склад (станом на 2002 рік):
- росіяни — 98 %